# Draft de Expansión de la NBA de 1988
El Draft de Expansión de la NBA de 1988 fue la octava ocasión en la que la NBA ampliaba su número de equipos desde su creación, y se produjo por la aparición de dos nuevas franquicias en la liga, Charlotte Hornets y Miami Heat, cuyas ciudades, Charlotte y Miami, habían sido agraciadas el 22 de abril de 1987. Tras 18 temporadas con 23 equipos, la liga pasaba a tener 25.
Antes del día de la elección, una moneda al aire decidió que fueran los Hornets los que eligieran en primer lugar entre los jugadores que el resto de 23 equipos de la liga no habían protegido para el mismo, lo que también permitía que fueran los Heat los que tuvieran derecho en el draft de 1988 a la primera elección.

## Selecciones
| Pick | Jugador           | Pos. | Nacionalidad        | Equipo            | Equipo anterior        | Años en la NBA | Carrera con la franquicia | Ref.   |
| ---- | ----------------- | ---- | ------------------- | ----------------- | ---------------------- | -------------- | ------------------------- | ------ |
| 1    | Arvid Kramer      | C    | Estados Unidos      | Miami Heat        | Dallas Mavericks       | 1              | —                         | [ 3 ]  |
| 2    | Dell Curry        | G    | Estados Unidos      | Charlotte Hornets | Cleveland Cavaliers    | 2              | 1988–1998                 | [ 4 ]  |
| 3    | Billy Thompson    | F    | Estados Unidos      | Miami Heat        | Los Angeles Lakers     | 2              | 1988–1991                 | [ 5 ]  |
| 4    | Dave Hoppen       | F/C  | Estados Unidos      | Charlotte Hornets | Golden State Warriors  | 1              | 1988–1991                 | [ 6 ]  |
| 5    | Fred Roberts      | F/C  | Estados Unidos      | Miami Heat        | Boston Celtics         | 5              | —                         | [ 7 ]  |
| 6    | Muggsy Bogues     | G    | Estados Unidos      | Charlotte Hornets | Washington Bullets     | 1              | 1988–1997                 | [ 8 ]  |
| 7    | Scott Hastings    | F/C  | Estados Unidos      | Miami Heat        | Atlanta Hawks          | 6              | 1988-1989                 | [ 9 ]  |
| 8    | Mike Brown        | F/C  | Estados Unidos      | Charlotte Hornets | Chicago Bulls          | 2              | —                         | [ 10 ] |
| 9    | Jon Sundvold      | G    | Estados Unidos      | Miami Heat        | San Antonio Spurs      | 5              | 1988–1992                 | [ 11 ] |
| 10   | Rickey Green      | G    | Estados Unidos      | Charlotte Hornets | Utah Jazz              | 10             | 1988-1989                 | [ 12 ] |
| 11   | Kevin Williams    | G    | Estados Unidos      | Miami Heat        | Seattle SuperSonics    | 4              | —                         | [ 13 ] |
| 12   | Michael Holton    | G    | Estados Unidos      | Charlotte Hornets | Portland Trail Blazers | 4              | 1988–1989                 | [ 14 ] |
| 13   | Hansi Gnad        | C    | Alemania Occidental | Miami Heat        | Philadelphia 76ers     | 0              | —                         | [ 15 ] |
| 14   | Michael Brooks    | F    | Estados Unidos      | Charlotte Hornets | Denver Nuggets         | 6              | —                         | [ 16 ] |
| 15   | Darnell Valentine | G    | Estados Unidos      | Miami Heat        | Los Angeles Clippers   | 7              | —                         | [ 17 ] |
| 16   | Bernard Thompson  | G/F  | Estados Unidos      | Charlotte Hornets | Phoenix Suns           | 4              | —                         | [ 18 ] |
| 17   | Dwayne Washington | G    | Estados Unidos      | Miami Heat        | New Jersey Nets        | 2              | 1988-1989                 | [ 19 ] |
| 18   | Ralph Lewis       | G    | Estados Unidos      | Charlotte Hornets | Detroit Pistons        | 1              | 1988-1989; 1990           | [ 20 ] |
| 19   | Andre Turner      | G    | Estados Unidos      | Miami Heat        | Houston Rockets        | 2              | —                         | [ 21 ] |
| 20   | Clinton Wheeler   | G    | Estados Unidos      | Charlotte Hornets | Indiana Pacers         | 1              | —                         | [ 22 ] |
| 21   | Conner Henry      | G    | Estados Unidos      | Miami Heat        | Sacramento Kings       | 2              | —                         | [ 23 ] |
| 22   | Sedric Toney      | G    | Estados Unidos      | Charlotte Hornets | New York Knicks        | 2              | —                         | [ 24 ] |
| 23   | John Stroeder     | F    | Estados Unidos      | Miami Heat        | Milwaukee Bucks        | 1              | —                         | [ 25 ] |

## Traspasos

### Previos aldraft
Antes del día del draft, se realizaron los siguientes traspasos: 
- Los Miami Heat accedieron a no seleccionar a Bill Wennington, Uwe Blab o Steve Alford de los Dallas Mavericks a cambio de una primera ronda del Draft de 1988.[26][27] Dado que los Mavericks ya habían protegido 8 de los 12 jugadores de su plantilla, el único jugador seleccionable fue Arvid Kramer.
- Los Miami Heat accedieron a no elegir a Kareem Abdul-Jabbar de Los Angeles Lakers a cambio de una segunda ronda del Draft de 1992.[28][27]
- Los Miami Heat accedieron a no elegir a Dennis Johnson de los Boston Celtics a cambio de una segunda ronda del Draft de 1988.[29][27]
- Los Miami Heat accedieron a no elegir a Danny Young de los Seattle SuperSonics a cambio de una segunda ronda del Draft de 1988.[30][27]

### El día deldraft
Los siguientes traspasos se produjeron el día del draft:
- Los Miami Heat traspasaron a Fred Roberts a los Milwaukee Bucks a cambio de una segunda ronda del Draft de 1989.[7][27]
- Los Charlotte Hornets traspasaron a Mike Brown a los Utah Jazz a cambio de Kelly Tripucka.[10]
- Los Miami Heat traspasaron a Darnell Valentine a los Cleveland Cavaliers a cambio de una segunda ronda del Draft de 1990.[17][27]